# Bata Imre

Bata Imre (Egerlövő, 1930. augusztus 26. - Budapest, 2000. május 1.) magyar irodalomtörténész, kritikus, szerkesztő. Szülei: édesanyja Zubor Ida, édesapja Bata Imre, felesége Mile Emma főiskolai tanár, leánya Bata Zsuzsanna (1956-) orvos, egyetemi tanár.

## Életpályája
A Borsod megyei Egerlövőn járt elemi iskolába, majd az ún tehetségmentés révén Kassán, ill. Mezőkövesden lett diák. Mezőkövesden érettségizett 1951-ben. 1955-ben végzett a Debreceni Egyetemen. 1965-1967 között a Szegedi Tanárképző Főiskola adjunktusa volt. 1967-től az Állami Gorkij Könyvtár munkatársa. Ezt követően az Országos Széchényi Könyvtárban dolgozott. 1975-től a Magyar Tudományos Akadémia Irodalomtudományi Intézetének munkatársa lett. 1982-1991 között az Élet és Irodalom főszerkesztője, majd munkatársa.
Főként XX. századi magyar irodalommal foglalkozott.

## Művei
- Debreceni bibliográfia. Alapvető irodalom a város ismeretében (Lengyel Imrével és Varga Zoltánnéval, 1961)
- Ívelő pályák (tanulmányok és kritikák, 1964)
- Képek és vonulatok (tanulmányok, 1973)
- Veres Péter alkotásai és vallomásai tükrében (kismonográfia, 1977)
- Weöres Sándor közelében (tanulmányok, emlékezések, 1979)
- Szabó Pál faluképe (tanulmány, 1984)
- Változó horizontok; Tevan, Békéscsaba, 1996
- Egybegyűjtött levelek, 1-2.; szerk. Bata Imre, Nemeskéri Erika, jegyz. Nemeskéri Erika, utószó Bata Imre; Pesti Szalon–Marfa-Mediterrán, Bp., 1998